# DeeDee Trotter
De'Hashia Tonnek Trotter, detta DeeDee (Twentynine Palms, 8 dicembre 1982), è una velocista statunitense, specializzata nei 400 metri piani.
In carriera è stata due volte campionessa olimpica (Atene 2004 e Londra 2012) e due volte campionessa mondiale (Parigi Saint-Denis 2003 e Osaka 2007) della staffetta 4×400 metri, nonché bronzo olimpico dei 400 m a Londra 2012.

## Biografia
Nel 2003 partecipa ai Mondiali di Saint-Denis nei 400 metri piani non andando oltre le semifinali. L'anno successivo ai Giochi olimpici di Atene si piazza 5ª nei 400 m e vince l'oro nella staffetta 4×400 metri insieme alle compagne Monique Henderson, Sanya Richards e Monique Hennagan.
Nel 2005, ai Mondiali di Helsinki raggiunge ancora la finale dei 400 m classificandosi 5ª col tempo di 51"14. Nel 2007 vince i campionati americani nei 400 m stabilendo il suo record personale in 49"64. Nello stesso anno è nuovamente 5ª nella finale mondiale dei 400 ad Osaka, questa volta con il tempo di 50"17. Si rifà ancora una volta con la staffetta 4×400 metri vincendo l'oro.
Partecipa ai Giochi olimpici di Pechino nel 2008 ma non riesce a superare le semifinali dei 400 metri.
È fondatrice di Test Me I'm Clean, un'associazione che si dedica a combattere l'abuso di steroidi e altre sostanze illecite.

## Palmarès
| Anno | Manifestazione      | Sede          | Evento      | Risultato  | Prestazione | Note                                     |
| ---- | ------------------- | ------------- | ----------- | ---------- | ----------- | ---------------------------------------- |
| 2003 | Giochi panamericani | Santo Domingo | 4×400 m     | Oro        | 3'26"40     |                                          |
| 2003 | Mondiali            | Saint-Denis   | 400 m piani | Semifinale | 51"68       |                                          |
| 2003 | Mondiali            | Saint-Denis   | 4×400 m     | Oro        | 3'22"63     | [ 6 ]                                    |
| 2004 | Giochi olimpici     | Atene         | 400 m piani | 5ª         | 50"00       |                                          |
| 2004 | Giochi olimpici     | Atene         | 4×400 m     | Oro        | 3'19"01     |                                          |
| 2005 | Mondiali            | Helsinki      | 400 m piani | 5ª         | 51"14       |                                          |
| 2007 | Mondiali            | Osaka         | 400 m piani | 5ª         | 50"17       |                                          |
| 2007 | Mondiali            | Osaka         | 4×400 m     | Oro        | 3'18"55     | Miglior prestazione mondiale stagionale  |
| 2008 | Giochi olimpici     | Pechino       | 400 m piani | Semifinale | 51"87       |                                          |
| 2010 | Mondiali indoor     | Doha          | 400 m piani | Semifinale | 52"55       |                                          |
| 2010 | Mondiali indoor     | Doha          | 4×400 m     | Oro        | 3'27"34     | Miglior prestazione mondiale stagionale  |
| 2012 | Giochi olimpici     | Londra        | 400 m piani | Bronzo     | 49"72       | Miglior prestazione personale stagionale |
| 2012 | Giochi olimpici     | Londra        | 4×400 m     | Oro        | 3'16"87     | Miglior prestazione personale stagionale |
| 2014 | World Relays        | Nassau        | 4×400 m     | Oro        | 3'21"73     | Record dei campionati                    |
| 2015 | World Relays        | Nassau        | 4×400 m     | Oro        | 3'19"39     | [ 6 ]                                    |

## Campionati nazionali

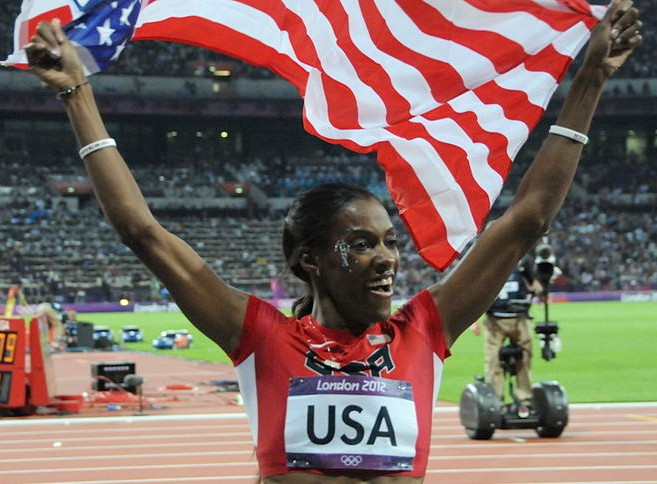
DeeDee Trotter festeggia la medaglia conquistata a

- 1 volta campionessa nazionale dei 400 m piani (2007)
- 2 volte campionessa nazionale indoor dei 400 m piani (2005, 2007)

## Altre competizioni internazionali
2004
- Bronzo alla World Athletics Final ( Monaco), 400 m piani - 50"60

2005
- Bronzo alla World Athletics Final ( Monaco), 400 m piani - 50"64

2006
- 4ª alla World Athletics Final ( Stoccarda), 400 m piani - 50"58
- Argento in Coppa del mondo ( Atene), 4×400 m - 3'20"69